# Merle Travis
Merle Travis (Rosewood (Kentucky), 29 november 1917 - Tahlequah, 20 oktober 1983) was een Amerikaanse country-muzikant, -zanger en songwriter. De teksten van zijn liedjes gingen vaak over zowel het leven als de economische uitbuiting van Amerikaanse mijnwerkers. Onder zijn vele bekende nummers en opnamen zijn Sixteen Tons, Re-Enlistment Blues, I am a Pilgrim en Dark as a Dungeon. Het is echter zijn unieke gitaarstijl, die door gitaristen nog steeds Travis-picking wordt genoemd, evenals zijn interpretaties van de rijke muzikale tradities van zijn geboorteland Muhlenberg County, Kentucky, waarvoor hij tegenwoordig het meest bekend is. Travis-picking is een gesyncopeerde stijl van fingerpicking op gitaar, geworteld in ragtime-muziek, waarbij afwisselende akkoorden en basnoten met de duim worden geplukt, terwijl melodieën tegelijkertijd met de wijsvinger worden geplukt. Hij werd in 1970 opgenomen in de Nashville Songwriters Hall of Fame en in 1977 verkozen tot de Country Music Hall of Fame.

## Carrière

### Vroege jaren
Merle Travis is geboren en getogen in Muhlenberg County, een plaats die veel van Travis' oorspronkelijke liedjes zou inspireren. (Dit is dezelfde mijnbouwprovincie die wordt genoemd in het nummer Paradise van John Prine). Hij raakte al vroeg in zijn leven geïnteresseerd in de gitaar en speelde oorspronkelijk op een gitaar die door zijn broer was gemaakt. Travis zou naar verluidt zijn geld hebben gespaard om een gitaar te kopen waarvoor hij al een tijdje aan het etaleren was.
Merles gitaarstijl is ontwikkeld vanuit een inheemse traditie van 'fingerpicking' in het westen van Kentucky. Onder zijn vroege beoefenaars was de zwarte countrybluesgitarist Arnold Shultz. Shultz leerde zijn stijl aan verschillende lokale muzikanten, waaronder Kennedy Jones, die het doorgaf aan andere gitaristen, met name Mose Rager, een parttime kapper en mijnwerker, en Ike Everly, de vader van The Everly Brothers. Hun duim- en wijsvingerplukmethode creëerde een solostijl die leadlijnen, die door de vinger werden geplukt en ritmische baspatronen die door de 'thumbpick' werden geplukt of getokkeld, vermengde. Deze techniek fascineerde veel gitaristen in de regio en vormde de belangrijkste inspiratie voor de jonge Travis. Bekende vertegenwoordigers van 'fingerpicking' waren blues- en ragtime-gitaristen zoals Blind Blake, Blind Willie McTell en Mississippi John Hurt. Travis erkende zijn schuld aan zowel Rager als Everly en verschijnt met Rager op de dvd Legends of Country Guitar (Vestapol, 2002).
Op 18-jarige leeftijd speelde Travis Tiger Rag bij een lokale radioamateurshow in Evansville, wat leidde tot aanbiedingen voor werk met lokale bands. In 1937 werd Travis ingehuurd door fiddler Clayton McMichen als gitarist in zijn Georgia Wildcats. Later trad hij toe tot The Drifting Pioneers, een gospelkwartet uit Chicago dat verhuisde naar de WLW-radio in Cincinnati, het grote countrymuziekstation ten noorden van Nashville. Travis' stijl verbaasde iedereen bij WLW en hij werd een populair lid van hun barn dance radioshow de Boone County Jamboree toen het begon in 1938. Hij trad op in verschillende weekdagprogramma's, vaak samen met andere WLW-acts, waaronder Louis Marshall 'Grandpa' Jones, The Delmore Brothers, (in Alton Delmore's boek Truth is Stranger Than Publicity op pagina's 274-275 beschrijft Alton hoe hij Merle Travis muziek leerde lezen en schrijven), Hank Penny en Joe Maphis, die allemaal vrienden voor het leven werden.
In 1943 namen hij en Grandpa Jones op voor de handelaar in gebruikte platen Syd Nathan in Cincinnati, die het label King Records had opgericht. Omdat WLW hun stafmuzikanten verbood om op te nemen, gebruikten Travis en Jones het pseudoniem The Sheppard Brothers. Hun opname van You'll Be Lonesome Too was de eerste die werd uitgebracht door King Records, later bekend om zijn country-opnamen van The Delmore Brothers en The Stanley Brothers, evenals r&b-legenden Hank Ballard, Wynonie Harris en met name James Brown.
Met de Tweede Wereldoorlog en de dreiging om opgeroepen te worden, nam Travis dienst bij het United States Marine Corps. Zijn periode als marinier was van korte duur en hij keerde terug naar Cincinnati. Toen The Drifting Pioneers het radiostation WLW verlieten en een gat van een half uur in het schema achterlieten dat moest worden gevuld, vormden Merle, Grandpa Jones en The Delmore Brothers de gospelgroep The Brown's Ferry Four. Met een repertoire van traditionele witte en zwarte gospelsongs, met Merle die bas zong, werden ze een van de meest populaire country gospelgroepen van die tijd en namen tussen 1946 en 1952 bijna vier dozijn kanten op voor het King Records.
Tijdens deze periode verscheen Travis in verschillende soundies, een vroege vorm van muziekvideo bedoeld voor visuele jukeboxen, waar klanten zowel de populaire artiesten van de dag konden zien als horen. Zijn eerste soundie was Night Train To Memphis met de band Jimmy Wakely & his Oklahoma Cowboys and Girls, waaronder Johnny Bond en Wesley Tuttle samen met Colleen Summers (die later trouwde met Les Paul en Mary Ford werd). Zijn uitvoering van Why'd I Fall For Abner met Carolina Cotton werd gekozen voor opname in de 2007 PBS-documentaire Soundies. Enkele jaren later nam hij een reeks Snader Telescriptions op, korte muziekvideo's bedoeld voor lokale televisiestations die een vullende programmering nodig hadden. Zijn optredens omvatten speelse duetten met zijn toenmalige vrouw Judy Hayden, evenals verschillende nummers van zijn album Folk Songs from the Hills uit 1947.

### Carrièrepiek
Travis trad op in shows en kreeg bijrollen en zangrollen in verschillende b-westerns. Hij nam daar tot 1946 op voor kleine labels, toen hij werd gecontracteerd bij Capitol Records uit Hollywood. Vroege hits als Cincinnati Lou, No Vacancy, Divorce Me COD, Sweet Temptation, So Round, So Firm, So Fully Packed en Three Times Seven, al zijn eigen composities, bezorgden hem nationale bekendheid, hoewel ze niet allemaal het gitaarwerk lieten horen waardoor Travis bekendheid genoot onder zijn collega's. Zijn ontwerp voor een elektrische gitaar, voor hem gebouwd door Paul Bigsby met een enkele rij stemmers, zou geïnspireerd zijn door Leo Fenders ontwerp van de beroemde Broadcaster in 1950. De Travis-Bigsby-gitaar bevindt zich nu in het Music Hall of Fame Museum.
In 1946, toen hij werd gevraagd om een album met folkliederen op te nemen, combineerde Travis traditionele liederen met verschillende oorspronkelijke composities die herinnerden aan de dagen van zijn familie die in de mijnen werkten. Het resultaat werd uitgebracht als de 4-disk 78-toeren boxset Folk Songs of the Hills. Dit album, met Travis alleen begeleid op zijn gitaar, bevat zijn twee meest duurzame nummers, beide gericht op het leven van mijnwerkers: Sixteen Tons en Dark as a Dungeon.
Sixteen Tons werd in 1955 een nummer 1-hit in de Billboard-countryhitlijst voor Tennessee Ernie Ford en is in de loop der jaren vele malen opgenomen. Travis en Molly Bee verschenen samen als gasten op 24 november 1960 in The Ford Show van NBC, met Tennessee Ernie Ford in de hoofdrol. Het duistere filosofische Dark As A Dungeon, hoewel nooit een hit, werd een folkstandard tijdens de folkrevival van de jaren 1960 en is gecoverd door vele artiesten, waaronder Johnny Cash op zijn bestverkochte concertalbum At Folsom Prison, op het album 9 tot 5 and Odd Jobs van Dolly Parton en door Travis zelf, samen met The Nitty Gritty Dirt Band op het historische album Will the Circle Be Unbroken uit 1972. Ondanks het aanvankelijke gebrek aan commercieel succes, is Folk Songs of the Hills, met toegevoegde nummers, sindsdien in druk gebleven.
Travis was in de jaren 1940 en 1950 een populaire radio-artiest. Hij verscheen rond 1953 in veel countrymuziek-tv-shows, samen met zijn vrouw Judy Hayden als co-presentator van de show Merle Travis and Company. Hij was een vast lid van de Hollywood Barn-dansuitzending via radiostation KNX, Hollywood en van de stad Hall Party, die eerst werd uitgezonden als een radioshow op KXLA uit Pasadena en later als een tv-serie in 1953-1961. Zijn persoonlijke leven werd echter steeds onrustiger. Een zware drinker en soms wanhopig onzeker ondanks zijn veelheid aan talenten (waaronder proza schrijven, taxidermie, cartoons maken en horlogereparatie), was hij betrokken bij verschillende gewelddadige incidenten in Californië en trouwde hij in de loop van zijn leven meerdere keren. Hij leed aan ernstige plankenkoorts, hoewel verbaasde collega-artiesten eraan toevoegden dat hij, eenmaal op het podium, een effectieve en zelfs charismatische artiest was. Ondanks zijn problemen werd hij gerespecteerd en bewonderd door zijn vrienden en medemuzikanten. Travis-fan Doc Watson noemde zijn zoon Merle Watson en Travis-aanbidder Chet Atkins noemde zijn dochter Merle Atkins, ter ere van Travis.
Travis' reeks van honky-tonkhits die in de jaren 1940 de hitparades bereikten, duurde niet voort tot in de jaren 1940, ondanks de eerbied van vrienden als Grandpa Jones en Hank Thompson, met wie hij toerde en opnam als leadgitarist. (Thompson, die de Travis-stijl kon kiezen, liet Gibson zelfs een Super 400 hollowbody elektrische gitaar voor hem ontwerpen die identiek was aan degene die Travis in 1952 begon te gebruiken). Travis ging door met opnemen voor Capitol in de jaren 1950 en breidde zijn repertoire uit met nieuwe instrumentale gitaar-, blues- en boogienummers. Zijn single Merle's Boogie Woogie liet hem zien dat hij tegelijkertijd met Les Paul aan het werk was met meerdelige schijfopnamen.
Hij kreeg meer bekendheid na een optreden in de succesvolle film From Here to Eternity uit 1953, waarin hij Reenlistment Blues zong en speelde en na het succes van de miljoenste verkochte vertolking van Sixteen Tons in 1955 van zijn vriend Tennessee Ernie Ford. Zijn reputatie als folk-geïnspireerde zanger-componist en gitarist groeide na het verschijnen van het album The Merle Travis Guitar in 1956, de heruitgave van Folk Songs of the Hills met vier extra nummers onder de titel Back Home in 1957 en Walkin' the Strings in 1960, waarvan de laatste twee 5-sterrenbeoordelingen wonnen van Rolling Stone. Zijn carrière kreeg een tweede boost tijdens de heropleving van de Amerikaanse folkmuziek in de late jaren 1950 en vroege jaren 1960, wat leidde tot optredens in clubs, volksfestivals en in de Carnegie Hall als gast van Lester Flatt en Earl Scruggs in 1962. Halverwege de jaren 1960 verhuisde hij naar Nashville en sloot zich aan bij de Grand Ole Opry. Gedurende deze tijd werd hij een goede vriend en af en toe een jachtpartner van Johnny Cash.

### Latere carrière
Na een carrièredip waarin hij worstelde om alcohol- en drugsmisbruik te overwinnen, zette Travis zijn carrière in de jaren 1970 weer op de rails. Hij verscheen vaak in countrymuziek-tv-shows als The Porter Wagoner Show, The Johnny Cash Show, Austin City Limits, Grand Old Country en Nashville Swing en zijn optredens op het album Will the Circle Be Unbroken van de Nitty Gritty Dirt Band uit 1972, introduceerden hem bij een nieuwe generatie liefhebbers van rootsmuziek. Zijn album The Atkins - Travis Traveling Show uit 1974 met duetten met Chet Atkins, won een Grammy Award in de categorie «Best Country Instrumental» en het latere album Travis Pickin' ontving nog een nominatie. In 1976 droeg hij bij aan de muziekscore van de Academy Award-winnende documentaire Harlan County, USA. Tegen het einde van de jaren 1970 tekende hij een nieuw contract bij het in Los Angeles gevestigde countrymuzieklabel CMH, dat een van de meest productieve opnameperioden in zijn carrière lanceerde. De vele nummers die volgden, waren onder meer nieuwe gitaarsoloalbums, duetten met Joe Maphis, een bluesalbum en een dubbel-lp-eerbetoon aan de legendarische countryfiddler Clayton McMichen, met wie hij in de jaren 1930 had gespeeld.

## Nalatenschap
Hoewel veel van zijn originele lp-albums nog steeds niet op cd zijn uitgegeven, blijft Travis' postume discografie groeien, grotendeels dankzij de inspanningen van onafhankelijke labels. Het live concertalbum Merle Travis in Boston uit 1959 werd uitgebracht door Rounder Records in 1993 documenteert Travis' zang- en gitaarwerk dat nog steeds op zijn hoogtepunt is. Een groot overzicht van het werk en de carrière van Travis (Guitar Rags and a Too Fast Past, vijf cd's met een boekje van 80 pagina's geschreven door Rich Kienzle, die veel tijdgenoten van Travis interviewde) werd in 1994 geproduceerd door Bear Family Records en omvat veel niet eerder uitgebracht materiaal. Het label Country Routes heeft verschillende transcripties van zijn radio-uitzendingen uit de jaren 1940 en 1950 uitgegeven. Verschillende recente dvd's die zijn uitgegeven door Vestapol en Bear Family hebben veel van zijn muziekvideo's en televisieoptredens verzameld. Hij was een honoree van de twee uur durende televisiespecial An Evening of Country Greats: A Hall of Fame Celebration in 1996 en twee klassieke Travis-uitvoeringen werden opgenomen in de vierdelige PBS-televisiedocumentaire American Roots Music in 2001, beschikbaar op cd en dvd-formaten.

## Privéleven en overlijden
Zijn privéleven verliep turbulent. In beschonken toestand had hij enkele keren aanvaringen met de politie. Meerdere huwelijken strandden. Pas zijn huwelijk met de ex-vrouw van zijn vriend Hank Thompson leidde het leven van de inmiddels bijna 60-jarige in goede banen. Merle Travis overleed op 20 oktober 1983 op 63-jarige leeftijd aan de gevolgen van een hartinfarct. Zijn lichaam werd gecremeerd en zijn as verstrooid rond een gedenkteken dat voor hem was opgericht in de buurt van Drakesboro, Kentucky.

## Discografie

### Albums
Capitol Records
- 1947: Folk Songs of the Hills
- 1956: The Merle Travis Guitar
- 1957: Back Home
- 1960: Walking the Strings
- 1963: Songs of the Coal Mines

- Biblioteca Nacional de España: XX940094
- Bibliothèque nationale de France: cb13900549v (data)
- Gemeinsame Normdatei: 134542061
- International Standard Name Identifier: 0000 0000 5955 1457
- Library of Congress Control Number: n86109519
- MusicBrainz: 13da4ed2-7344-49aa-aa73-004826896c5c
- Nationale Bibliotheek van Tsjechië: js20030331011
- Nationale bibliotheek van Australië: 49284026
- Nationale Bibliotheek van Israël: 987007271436505171
- Nederlandse Thesaurus van Auteursnamen: 074867539
- SNAC: w6c24tnw
- Virtual International Authority File: 33145971352032331561
- WorldCat: E39PBJmxV6fGg3y93pv9bHtqcP